# Markt und Mittelstand
Markt und Mittelstand ist eine Fachzeitschrift für mittelständische Unternehmer.

## Geschichte
Konzipiert wurde das Magazin in den Jahren 1993/1994 federführend unter dem damaligen Gründer-Chefredakteur Uwe Hasenbeck. Die erste Ausgabe erschien im Oktober 1994 unter den Verlegern Theodor Vogel und Kurt Eckernkamp. Seit 1995 wird Markt und Mittelstand regelmäßig vertrieben.
Nach mehreren Eigentümerwechseln unter anderem zum Springer-Verlag und der FAZ-Gruppe gehört es seit November 2020 zur WEIMER MEDIA GROUP. Herausgeber ist Oliver Stock.
Das Magazin erschien ursprünglich monatlich, dann zehnmal im Jahr und nun teilweise in Verbindung mit dem WirtschaftsKurier, der ebenfalls von der  WEIMER MEDIA GROUP herausgegeben wird. Das Magazin erreichte 2015 laut der Studie „Leseranalyse Entscheidungsträger in Wirtschaft und Verwaltung“ mit jeder Ausgabe 224.000 „Entscheidungsträger“. Markt und Mittelstand richtet sich im Kern an Unternehmen in der Größenordnung von fünf bis 250 Millionen Euro Jahresumsatz oder mit 25 bis 500 Mitarbeitern. Objekte der Berichterstattung sind aber auch größere Unternehmen.

## Inhalte
Das Magazin ist in fünf Ressorts gegliedert: „Strategie und Personal“, „Finanzierung“, „Produktion und Technologie“ und „Kunden und Märkte“ sowie „Perspektiven“. Abseits der Ressorts gibt es festgelegte Rubriken wie die monatliche Umfrage, die Unternehmensreportage „Macher“ sowie Rubriken zu Wirtschaftsförderung und Recht.